# Hyaena brunnea
La hiena momazus (Parahyaena brunnea) es una especie de mamífero carnívoro de la familia Hyaenidae que vive en los desiertos del Kalahari y de Namibia, en África meridional. Es más pequeña que la hiena manchada (Crocuta crocuta), y a diferencia de ésta, se alimenta de carroña principalmente. Es el animal terrestre de mayor tamaño que obtiene la mayor parte de su alimento de la carroña. A causa de la escasez de comida en el desierto, la hiena parda complementa su dieta con fruta.

## Sistemática

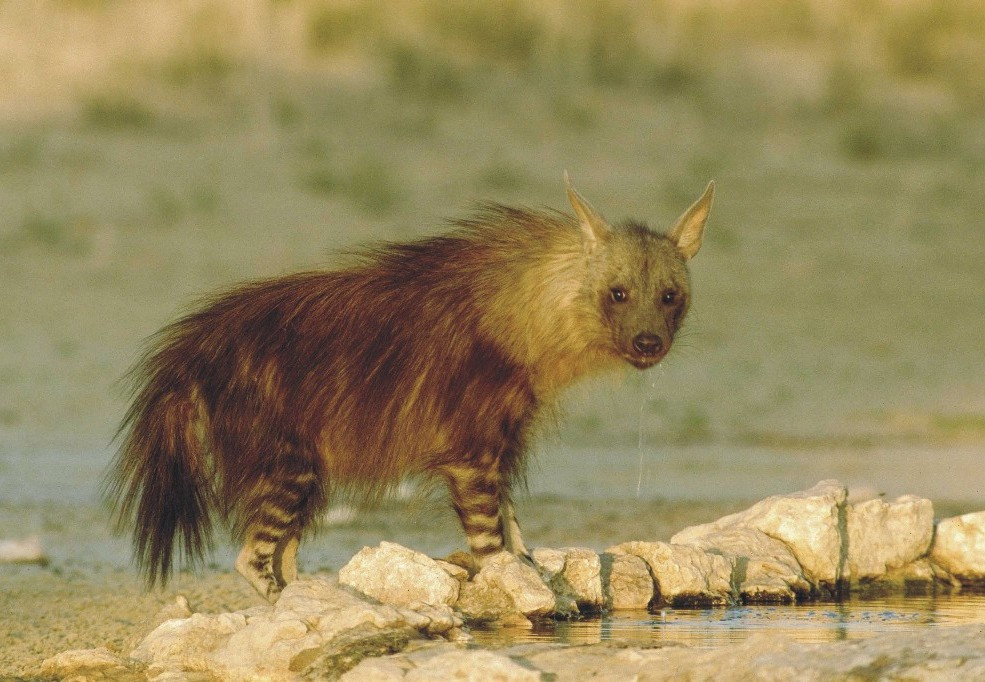
Hiena parda (Parahyaena brunnea)

Fue descrita por Carl Peter Thunberg en 1820 en Sudáfrica como Hyaena brunnea. Su inclusión en los géneros Hyaena o Parahyaena es conflictivo. La mayoría de autores lo hacen en el segundo, incluso organizaciones internacionales como la IUCN, debido a que recientes análisis moleculares indican que debe clasificarse en un género distinto al de la especie Hyaena hyaena.

## Descripción
Es la especie de tamaño intermedio entre las tres de la subfamilia familia Hyaeninae. Los machos alcanzan de media los 123 cm desde el morro a la base de la cola y una altura en la cruz de 79 cm. Las hembras son ligeramente menores: longitud media de 117 cm y altura media de 74 cm. Dependiendo de la zona geográfica que habiten, su peso es muy variable pudiendo situarse entre los 28 y casi los 50 kg, con una media de unos 40 kg.
No existen grandes diferencias entre sexos, si bien los machos pudieran tener un tamaño ligeramente superior, razón por la cual es difícil distinguir en principio si un ejemplar es macho o hembra. Su pelaje de color marrón oscuro es largo y enmarañado, especialmente en el dorso y la cola mientras en la cabeza presenta un matiz grisáceo. Sus patas estrechas normalmente presentan rayas grises y oscuras casi negras. Al igual que las demás especies de hienas, presenta una mandíbula muy fuerte capaz de romper y triturar huesos, capacidad que pierde con la edad en función del deterioro de los dientes. Se diferencia de la hiena manchada al tener un cráneo más fuerte.

## Comportamiento
De comportamiento jerarquizado, las manadas de hienas pardas suelen estar compuestas por entre cuatro y seis miembros, con una pareja reproductora alfa y algunos ejemplares normalmente más jóvenes asociados. En ocasiones poco habituales se han encontrado clanes formados por cuatro machos y seis hembras con más de una pareja reproductora, siendo claramente excepciones al comportamiento general.
Al igual que en otras manadas, la jerarquía se establece mediante comportamientos fuertemente agresivos y peleas que someten a los ejemplares más débiles y mantienen el rango de los más fuertes.

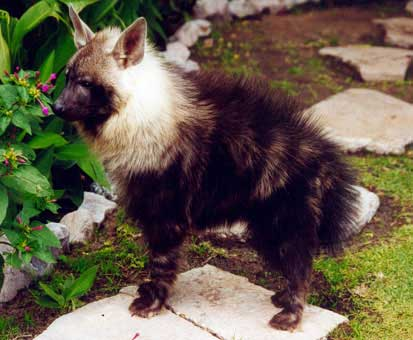
Cachorro de hiena parda

Las hembras dan su primera camada a los dos años de edad tras una gestación media de noventa y siete días, el macho alfa colabora en el cuidado de las crías así como los demás miembros de la manada, encargándose del suministro de alimento a medida que se van desarrollando. Tienen entre uno y cinco cachorros, con un peso al nacer de apenas 1 kg. Eligen cavidades en el terreno o madrigueras cavadas en la arena para parir y cuidar a los cachorros, en todo caso alejados de los territorios de caza de otras hienas y leones. Las crías, ciegas al nacer, abren los ojos a partir del octavo día de vida, y empezarán a salir de su madriguera en torno al tercer mes. Suelen ser destetados completamente a partir de los doce meses, edad en la que empiezan a abandonar su guarida.

## Hábitos alimenticios
Carroñeros por excelencia, proporcionalmente el 80 % de su dieta es carroña,  encuentran su principal alimento en los cadáveres de presas abandonadas por otros depredadores mayores, aunque dadas las condiciones de su hábitat complementan su dieta con fruta, roedores o insectos. En la época de cría de las focas y los leones marinos que habitan la costa de Namibia suelen frecuentar dichas zonas cazando tanto ejemplares que hayan podido morir al nacer como ejemplares vivos que queden descuidados por su madre. De comportamiento agresivo, en ocasiones arrebatan las presas a otros depredadores como chacales, guepardos o leopardos, dado que en muchas zonas que habitan son los depredadores dominantes al actuar en grupo y no encontrarse con manadas de leones u otras hienas con los que rivalizar. Apenas el 5% de su dieta está compuesto por presas cazadas como liebres u otros roedores.

## Estado de conservación
Se estima que en toda África viven unas ocho mil hienas pardas, en Namibia censos recientes sitúan su población en unas mil doscientas. Se considera que es una especie casi amenazada, teniendo como principales riesgos la invasión de su hábitat por parte del hombre y el hecho de estar presentes en un área geográfica relativamente pequeña y en zonas de extrema dureza como el desierto del Namib.